# 1973년 세계 태권도 선수권 대회
1973년 세계 태권도 선수권 대회는 세계 태권도 연맹 (WTF)주관으로 최초로 개최된 세계 태권도 선수권 대회이다. 대한민국 서울에 위치한 국기원에서 1973년 5월 25일에서 5월 27일까지 경기를 진행했다.

## 메달 리스트
| 체급             | 금           | 은                    | 동                     |
| 라이트급 (−64kg) | 이기형 (KOR) | Armando Chavero (FRG) | Joe Hayes (USA)        |
| 라이트급 (−64kg) | 이기형 (KOR) | Armando Chavero (FRG) | Georg Karrenberg (FRG) |
| 헤비급 (+64kg)   | 김정태 (KOR) | Mike Warren (USA)     | Albert Cheeks (USA)    |
| 헤비급 (+64kg)   | 김정태 (KOR) | Mike Warren (USA)     | Raymond Sell (USA)     |

## 메달 집계
| 순위 | 국가     | 금메달 | 은메달 | 동메달 | 합계 |
| ---- | -------- | ------ | ------ | ------ | ---- |
| 1    | 대한민국 | 2      | 0      | 0      | 2    |
| 2    | 미국     | 0      | 1      | 3      | 4    |
| 3    | 서독     | 0      | 1      | 1      | 2    |
| 합계 | 합계     | 2      | 2      | 4      | 8    |

## 출전 국가
19국가에서 200명의 선수가 참가하였다.
| - 오스트레일리아 - 브루나이 - 캐나다 - 엘살바도르 - 프랑스 - 과테말라 - 홍콩 | - 코트디부아르 - 일본 - 캄보디아 - 말레이시아 - 멕시코 - 필리핀 - 싱가포르 | - 대한민국 - 중화민국 - 우간다 - 미국 - 서독 |